# Henry Whitely
Henry Whitely (* 18. Juni 1844 in Woolwich, Vereinigtes Königreich; † 24. Juli 1892 in Britisch-Guayana) war ein britischer Naturforscher und Forschungsreisender. Sein Interesse galt vor allem der Ornithologie und der Entomologie.

## Leben und Wirken
Sein Vater Henry Whitely Senior (1817–1898) war Kurator am Royal Artillery Institution Museum in Woolwich und wurde später Naturalienhändler. Seine Mutter hieß Elizabeth Whitely. Sein Vater publizierte 1846 mit Natural history of British tits ein Buch über Meisen und 1847 bzw. 1848 zwei weitere Bände über Finken unter dem Namen Natural history of British Finches.
Im Jahr März 1864 brach Whitely Junior zu seiner ersten Expedition nach Japan auf, um Kapitän Thomas Blakiston (1832–1891) in Hakodate auf der Insel Yeso zu begleiten. Seinen Reisebericht publizierte er 1867 in The Ibis. Whitely sammelte für viele führende Ornithologen seiner Zeit. So schickte er unter anderem Bälge wie das Typusexemplar der Weißhalssylphe (Oreonympha nobilis) aus Tinta und eine Unterart des Blauen Gabelschwanzkolibri (Eupetomena macroura hirundo) aus Huiro in Peru an John Gould (1804–1881) oder für Osbert Salvin (1835–1898) und  Frederick DuCane Godman (1834–1919) aus Britisch-Guayana eine Pfauenelfe (Lophornis pavoninus).
Bei San Pedro Sula in Honduras schoss er Wegebussarde, die Philip Lutley Sclater (1829–1913) dem Hof-Naturalien-Cabinet in Wien zur Verfügung stellte. Allerdings ist anzunehmen, dass August von Pelzeln (1825–1891) und Ludwig von Lorenz-Liburnau (1856–1943) mit ihrer Annahme, dass es sich um Henry handelte, falschlagen, denn es war wohl sein Onkel George Miller Whitely, der für Sclater und Salvin um 1869 in Honduras sammelte.
Am 2. April 1867 brach er von Southampton Richtung Peru auf. Über Panama landete er schließlich am 6. Mai 1867 in der peruanischen Provinzhauptstadt Islay. Von hier sammelte er zunächst in den Lomas nahe Islay. Am 19. Mai brach er schließlich mit zwei Führern Richtung Arequipa auf, das er schließlich 24 Stunden später erreichte. Zusammen mit Herrn Gibson und drei Trägern führte ihn seine Reise mit einer Übernachtung ins Dorf Chihuata weiter zur Laguna Salinas, einem Salzsee in 4300 Meter Höhe. Schließlich sammelte er im Tal des Río Tambo, der ca. 50 Kilometer südlich von Islay in den Pazifik fließt. Nachdem er die Region Arequipa verlassen hatte sammelte nahe dem Andendorf Tinta an einem Flussarm des Río Vilcamayu südöstlich von Cusco. Hier schoss und präparierte sein Freund Joseph Turner, der am 3. März 1881 in Tinto verstarb und mit Clorinda Matto de Turner war, eine Unterart der Sturzbachente (Merganetta armata turneri), die 1861 von Sclater und Salvin auf Bitten von Whitely nach seinem Freund benannt wurde. Von Tinta machte er Abstecher in die höher gelegenen Andendörfer Tungasuca und Pitumarca. Am 12. August 1868 verließ er Tinta und erreichte am 17. August Cusco, wo er nach kurzem Aufenthalt Richtung Paucartambo aufbrach. Am 31. August bestieg er zusammen mit einem Lasttiertreiber und einem Indio den 3739 Meter hohen Bergrücken Tres Cruces, den sie am 2. September schließlich erreichten. Vom Gipfel stieg er ab ins Tal des Río Cosñipata, wo er in ca. 500 Meter Höhe auf ein kleines Dorf des Indianerstammes der Chuncho traf. Nachdem er bedingt durch die einsetzende Regenzeit drei Monate im Tal verbringen musste, kehrte er am 30. November 1968 gesund nach Paucartambo zurück. Im Jahr 1873 sandte er weitere Bälge aus der Gegend um Cosñipata an Philip Lutley Sclater und Osbert Salvin und etwas später weiter 56 Exemplare die Sclater alleine beschrieb. Es folgten zwei weitere Lieferungen aus der Gegend von Cuzco. Die Bälge der zweiten Lieferung stammten aus der Gegend um die Dörfer Maramora, Potrero, and Huiro im Tal von Santa Ana.
Er überquerte die Anden und verbrachte einige Zeit in Iquitos. Seine Sammlung aus dieser Gegend kaufte unter anderem das British Museum of Natural History über seinem Vater. Von dort führte ihn die Reise über den Amazonas in den brasilianischen Bundesstaat Pará.
Die Ergebnisse seiner ausgiebigen Sammlungen wurden vorwiegend in A Monograph of the Trochilidae or Family of Humming-Birds von John Gould, den Fachzeitschriften The Ibis, Proceedings of the Zoological Society of London und The Annals and magazine of natural history, so wie der von Adolphe Boucard herausgegebenen Zeitschrift The Humming Bird A Quaterly Scientific, Artistic and Industrial Review publiziert.
Neben Vogelbälgen trug er auch eine riesige Insektensammlung zusammen. So hatte er eine beachtliche Sammlung von Käfern (Coleoptera) und Schmetterlingen (Lepidoptera), von denen viele neu für die Wissenschaft waren. So beschrieb Herbert Druce (1846–1913) 1874 einige seiner in Peru gesammelten Schmetterlinge.
Seine Vogelpräparate galten seiner Zeit als beste Qualität. So schrieb Boucard in seinem Nekrolog:

„I  was fortunate enough to aquire from his father, Mr. Henry Whitely, a very large series of skins prepared by his son, and I rank them among the most precious of my collection. (deutsch: Ich war glücklich genug von seinem Vater Henry Whitely eine große Menge Bälge kaufen zu können, welche sein Sohn präpariert hatte und die ich als kostbarste meiner Sammlung einordne.“

Laut der Zeitung Daily Chronicle aus Georgetown vom 30. July 1892 starb Whitely in seinem Lager am „Annie Scapy Fluss“. Laut einem indianische Begleiter, der den Vorfall an die Behörde in Bartica meldete, war er durch eine Malariaerkrankung in einem Zustand des Deliriums und außerdem durch den Verlust seiner Vogeljagdausbeute durch das Sinken seines Bootes niedergeschlagen. Dies war wahrscheinlich der Grund warum er sich schließlich selbst erschoss.

## Dedikationsnamen
Salvin und Godman widmeten ihm 1884 das wissenschaftliche Artepitheton des Brustbandkotinga (Pipreola whitelyi) und eine Unterart der Blauflügeltangare (Tangara cyanoptera whitelyi). Für die Unterart findet sich gelegentlich der englische Trivialname Whitely's Tanager in der Literatur. Schließlich ehrte ihn Salvin 1885 mit dem Namen einer weiteren Art, der Tepuinachtschwalbe (Caprimulgus whitelyi). Edward Blyth ehrte Whitely 1867 mit im wissenschaftlichen Namen einer Unterart des Kuckuckstrillerkauz (Glaucidium cuculoides whiteleyi ). Des Weiteren trägt eine Unterart des Brustband-Brillantkolibri (Heliodoxa schreibersii whitelyana) (Gould, 1872) noch heute seinen Namen. Zusammen mit William Matthew Hart (1830–1908) illustrierten sie den Kolibri als Ionolæma whitelyana, den Gould auch unter dem englischen Trivialname Whitely's Humming-bird beschrieb. Richard Bowdler Sharpe korrigierte 1888 eine Analyse von Salvin und stellte fest, dass Graupfäffchen, die von Whitely am Roraima-Tepui gesammelt wurden, eine neue Unterart darstellten. Deshalb kam sein Name in Whiteley's Seed-eater und in Sporophila plumbea whiteleyana ein weiteres Mal zu Ehren.
Auch Boucard machte ihm mit 1891 mit einer Unterart des Braunbauch-Schattenkolibris (Phaethornis bourcieri whitelyi) und 1893 mit einer Unterart der Kurzschnabelamazilie (Amazilia brevirostris whitelyi) seine Aufwartung. Beide gelten heute als Synonyme für Phaethornis bourcieri bourcieri und Amazilia brevirostris brevirostris. So fanden auch Whitely's Emerald und Whitely's Hermit Einzug in der englischsprachigen Literatur Einzug.
Mit Necyria bellona whitelyiana ehrte Druce den Menschen, der diesen Würfelfalter in Huasampilla gesammelt hatte.

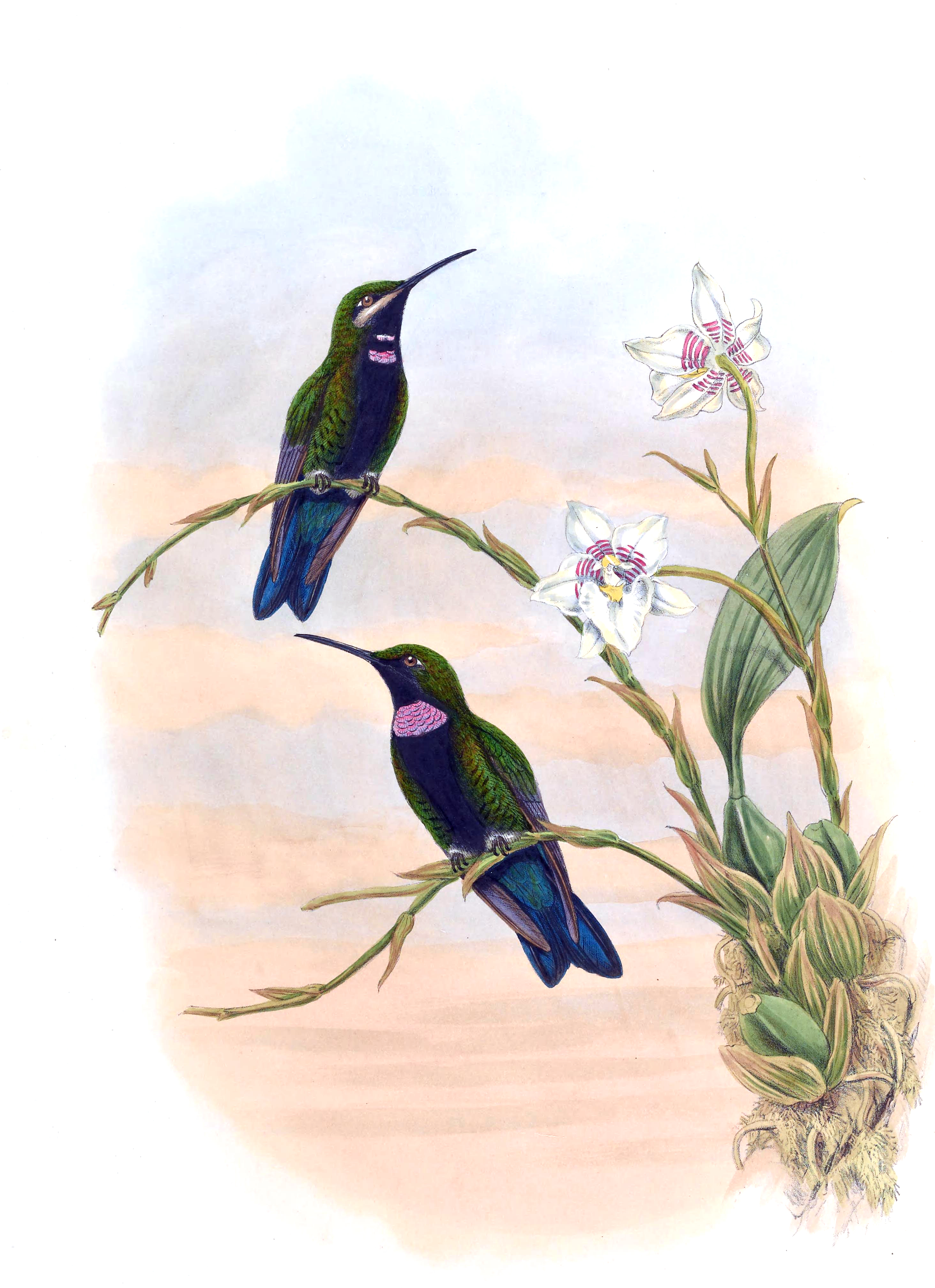
Unterart des Brustband-Brillantkolibri (Heliodoxa schreibersii whitelyana) nach John Gould und William Matthew Hart
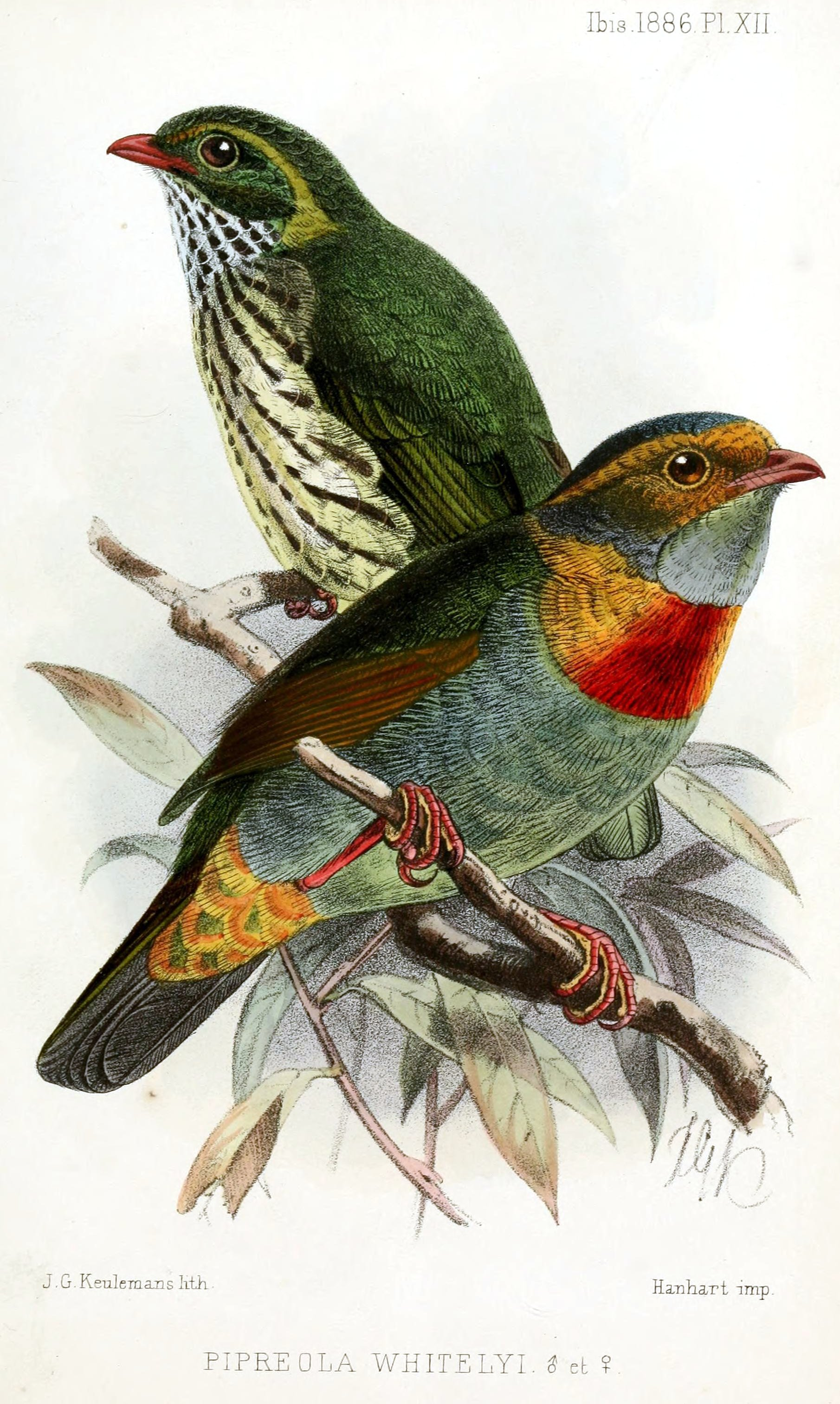
Brustbandkotinga (Pipreola whitelyi) gemalt von John Gerrard Keulemans
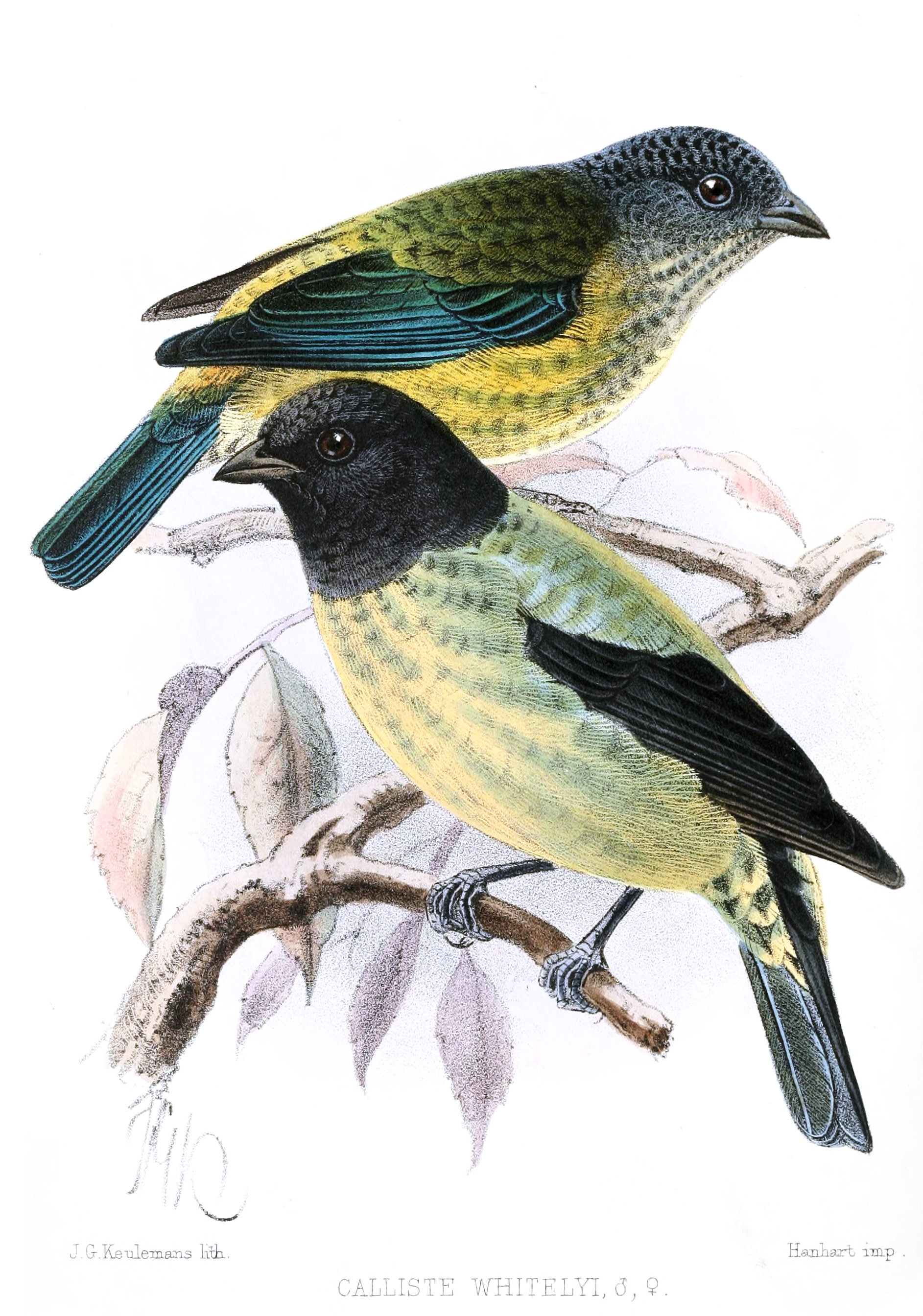
Unterart der Blauflügeltangare (Tangara cyanoptera whitelyi) gemalt von John Gerrard Keulemans

## Werke
- Letter: Stercorarius parasiticus. In: The Ibis. Band 2, Nr. 1, 1866, S. 127 (biodiversitylibrary.org [abgerufen am 20. Juli 2012]).
- Notes on Birds collected near Hakodadi in Northern Japan. In: The Ibis. Band 2, Nr. 1, 1867, S. 193–211 (biodiversitylibrary.org [abgerufen am 20. Juli 2012]).
- Notes on Humming-birds collected in High Peru. In: Proceedings of the Zoological Society of London. 1873, S. 187–191 (biodiversitylibrary.org [abgerufen am 24. Juli 2012]).
- Additional Notes on Humming-birds collected in High Peru. In: Proceedings of the Zoological Society of London. 1873, S. 784 (biodiversitylibrary.org [abgerufen am 24. Juli 2012]).
- Further Notes on Humming-birds collected in High Peru. In: Proceedings of the Zoological Society of London. 1874, S. 675–676 (biodiversitylibrary.org [abgerufen am 24. Juli 2012]).
- Explorations in the Neighbourhood of Mounts Roraima and Kukenam, in British Guiana. In: Proceedings of the Royal Geographical Society and Monthly Record of Geography. Band 6, 1884, S. 452–463 (archive.org [abgerufen am 20. Juli 2012]).